# Río Mamorecillo
El río Mamorecillo es un río amazónico boliviano que forma parte del curso alto del río Mamoré. El río discurre entre el departamento de Santa Cruz y el departamento de Cochabamba hasta que desemboca en el río Mamoré.

## Geografía
El río Mamorecillo nace de las confluencias del río Chimoré y el río Ichilo (16°44′33″S 64°50′38″O / -16.74250, -64.84389) y discurre hasta su unión con el río Chapare para formar el río Mamoré (15°56′34″S 64°45′19″O / -15.94278, -64.75528). Tiene una longitud de 260 km, aunque puede variar ya que el río tiene muchos meandros. El río Mamorecillo tiene muchos afluentes, siendo los más importantes el río Ibaba y el río Usenta.